# Medija (potok)
Medija je potok oz. rečica, ki izvira zahodno od istoimenske vasi v občini Zagorje ob Savi, teče skozi mesto Zagorje ob Savi in se kot levi pritok izliva v reko Savo.

## Pritoki
- Levi pritoki: Kolovratščica, Orehovica (s pritokoma Jelenski graben in Lesji potok), Graški graben, Kotredeščica (s pritokoma Potočnica in Konjščica)
- Desni pritok: Kandrščica.

## Znamenitosti ob potoku
- Nad potokom Medija tik pred Izlakami stojijo ruševine gradu Medija.